# Odpad z těžby
Odpady z těžby (těžební odpady) jsou všeobecně veškeré vyprodukované materiály z těžebního průmyslu, které už nemají další využití.

## Druhy odpadů
- Vyřazená těžební technika, použité chemické látky (kyanidové loužení při těžbě uranu)
- Sporný materiál jsou vytěžené skrývky (hlušiny), které se dále používají na rekultivace.